# Carl Fredrik Fallén
Carl Frederick (o Frederik o Friedrich) Fallén (22 de setembre de 1764, Kristianehaum, Suècia - 26 d'agost de 1830, Esperd) va ser professor, zoòleg, entomòleg i botànic suec.

## Biografia
Va ser professor a la Universitat de Lund, arribant a ser rector entre 1818-1819.
En 1817, Fallen va descobrir l'espècie de mosca Muscina stabulans.
Va publicar entre 1814 i 1827 la seua obra mestra Diptera Sueciae.

## Obra
- Specim. entomolog. novam Diptera disponendi methodum exhibens. Berlingianus, Lundae [= Lund]. 26 pp. 1810
- Frsk att bestmma de i Sverige funne flugarter, som kunna fras till slgtet Tachina. K. Sven. Vetenskapsakad. Handl. (2) 31: 253-87. 1810
- Beskrifning fver n...gra i Sverige funna vattenflugor (Hydromyzides). K. Sven. Vetenskapsakad. Handl. (3) 1813: 240-57. 1813
- Beskrifning fver n...gra Rot-fluge Arter, hrande till slgterna Thereva och Ocyptera. K. Sven. Vetenskapsakad. Handl. (3) 1815: 229-40. 1815
- Syrphici Sveciae [part]. Berling, Lundae [= Lund]. P. 23-62 1817
- Scenopinii et Conopsariae Sveciae. Berling, Lundae [= Lund]. 14 pp. 1817
- Beskrifning fver de i Sverige funna fluge arter, som kunna fras till slagtet Musca. Forsta Afdelningen. K. Sven. *Vetenskapsakad. Handl. (3) 1816: 226-54. 1817
- Heteromyzides Sveciae. Berling, Lundae [= Lund]. 10 pp. 1820
- Opomyzides Sveciae. Berling, Lundae [= Lund]. 12 pp. 1820
- Ortalides Sveciae. Part. III: a et ultima. Berling, Lundae [= Lund]. pp. 25-34. 1820
- Sciomyzides Sveciae. Berling, Lundae [= Lund]. 16 pp. 1820
- Monographia Muscidum Sveciae. Part. V. Berling, Lundae [= Lund]. pp. 49-56. 1823
- Agromyzides Sveciae. Berling, Lundae [= Lund]. 10 pp. 1823
- Hydromyzides Sveciae. Berling, Lundae [=Lund]. 12 pp. 1823
- Geomyzides Sveciae. Berling, Lundae [= Lund]. 8 pp. 1823
- Monographia Dolichopodum Sveciae. Berling, Lundae [= Lund]. 24 pp. 1823
- Phytomyzides et Ochtidiae Sveciae. Berling, Lundae [= Lund]. 10 pp. 1823
- Monographia Muscidum Sveciae. Part IX & ultima. Berling, Lundae [= Lund]. pp. 81-94. (18 de juny de 1825)

## Abreviació zoològica
L'abreviatura Fallén s'empra per a indicar a Carl Fredrik Fallén com a autoritat en la descripció i taxonomia en zoologia.